# Furaytan
Fritan (tiếng Ả Rập: فريتان) là một ngôi làng Syria nằm ở phó huyện Barri Sharqi ở huyện Salamiyah, Hama. Theo Cục Thống kê Trung ương Syria (CBS), ngôi làng có dân số 186 trong cuộc điều tra dân số năm 2004.